# Beniardà
Beniardà è un comune spagnolo situato nella comunità autonoma Valenciana.